# Hemslingen

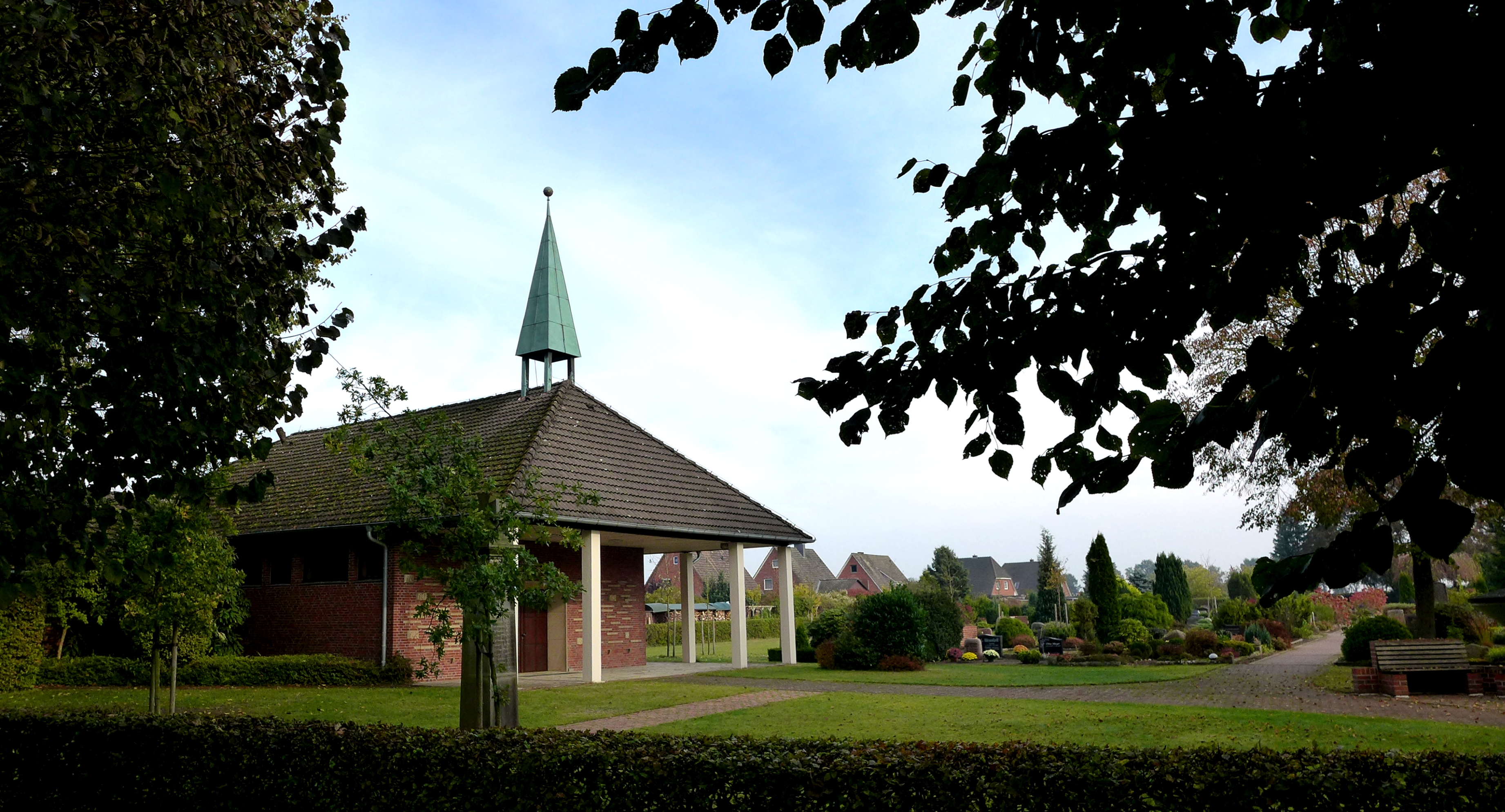
Friedhofskapelle

Hemslingen ist eine Gemeinde im niedersächsischen Landkreis Rotenburg (Wümme). Hemslingen ist Teil der Samtgemeinde Bothel – mit 27,47 km² die zweitgrößte Flächengemeinde innerhalb der Samtgemeinde.

## Geografie

### Lage
Hemslingen liegt etwa 14 km südöstlich von Rotenburg (Wümme), 8 km nordwestlich von Neuenkirchen, 6 km östlich von Bothel und 10 km westlich von Schneverdingen. Der Bruchwiesenbach verläuft zwischen den beiden Ortsteilen. Höchste Erhebung ist der Hollerberg mit 52,8 m ü. NHN.

### Gemeindegliederung (Ortsteile)
- Hemslingen (Mainort)
- Söhlingen

### Nachbargemeinden
|              | Scheeßel                                    |                                     |
| Brockel      | Kompassrose, die auf Nachbargemeinden zeigt | Neuenkirchen (Landkreis Heidekreis) |
| Visselhövede |                                             |                                     |

### Geologie
Zu den Bodenschätzen gehört Erdgas. Im Gebiet um Hemslingen befindet sich eines der größten Erdgasvorkommen Deutschlands.

## Geschichte

### Herkunft des Ortsnamens
Alte Bezeichnungen des Ortes sind um 1320 Hemslinge, 1540 Heymsling und 1692 Hembsel.
Der Ortsname ist abgeleitet von den männlichen Personennamen-Kurzformen „Hemmi“ oder „Hemiso“. Also etwa: „Die Siedlung der Leute des Hemmi oder Hemiso“. Beim Personennamen ist von einer Ableitung von dem alten Namenstamm „Ham“ auszugehen. Der Name geht auf das gotische „hamôn“ zurück, das „bedecken, bekleiden“ bedeutet. Altnordisch steht es für „Hülle, Haut, äußere Gestalt“.

### Eingemeindungen
Im Zuge der Gebietsreform in Niedersachsen wurde die zuvor selbständige Nachbargemeinde Söhlingen am 1. März 1974 in die Gemeinde Hemslingen eingemeindet.

### Einwohnerentwicklung
| Jahr | Einwohner | Quelle |
| ---- | --------- | ------ |
| 1910 | 516       | [ 4 ]  |
| 1925 | 564       | [ 5 ]  |
| 1933 | 486       | [ 5 ]  |
| 1939 | 497       | [ 5 ]  |
| 1950 | 854       | [ 6 ]  |
| 1956 | 682       | [ 6 ]  |
| 1973 | 747       | [ 7 ]  |
| 1975 | 1175 ¹    | [ 8 ]  |
| 1980 | 1288 ¹    | [ 8 ]  |

| Jahr | Einwohner | Quelle |
| ---- | --------- | ------ |
| 1985 | 1377 ¹    | [ 8 ]  |
| 1990 | 1272 ¹    | [ 8 ]  |
| 1995 | 1381 ¹    | [ 8 ]  |
| 2000 | 1598 ¹    | [ 8 ]  |
| 2005 | 1566 ¹    | [ 8 ]  |
| 2010 | 1530 ¹    | [ 8 ]  |
| 2015 | 1405 ¹    | [ 8 ]  |
| 2018 | 1442 ¹    | [ 8 ]  |
| 0    | 0         | 0      |

¹ jeweils zum 31. Dezember
|  |

## Politik

### Gemeinderat
Der Rat der Gemeinde Hemslingen besteht aus elf Ratsfrauen und -Männern. Dies ist die festgelegte Anzahl für die Mitgliedsgemeinde einer Samtgemeinde mit einer Einwohnerzahl zwischen 1.000.  und 2.000 Einwohnern. Die Ratsmitglieder werden durch eine Kommunalwahl für jeweils fünf Jahre gewählt. Die aktuelle Amtszeit begann am 1. November 2021 und endet am 31. Oktober 2026.
Die letzten Gemeinderatswahlen ergaben folgende Sitzverteilungen:
| Partei                                            | 2021 | 2016 |
| ------------------------------------------------- | ---- | ---- |
| CDU                                               | 5    | 5    |
| SPD                                               | 4    | 4    |
| GRÜNE                                             | 1    | 2    |
| Bürgerliste „Klima, Gesundheit, Soziales“ (BLKGS) | 1    | -    |

### Bürgermeister
Der Gemeinderat wählte das Gemeinderatsmitglied Hans-Hinnerk Meyer zum ehrenamtlichen Bürgermeister für die aktuelle Wahlperiode.

### Wappen
| Wappen von Hemslingen | Blasonierung: „Von einem silbernen schrägrechten Wellenbalken geteilter Wappenschild, links ein grünes Feld mit einem schwarz-weißen reetgedeckten Zweiständer-Fachwerkhallenhaus mit Walmdach und großer Dielentür, rechts ein rotes Feld mit einem schwarz-weißen Vierständer-Fachwerkhallenhaus mit Krüppelwalm und einer senkrecht übereinander angeordneten Lukenreihe.“                                                                                             |
| Wappen von Hemslingen | Wappenbegründung: Die Samtgemeinde Bothel schreibt hierzu auf ihrer Webseite: „Zwei markante Fachwerkhäuser aus den Altgemeinden Hemslingen und Söhlingen prägen die Ansicht der beiden Orte mit. Der zwischen den Orten verlaufende Bruchwiesenbach wird durch den silbernen Wellenbalken symbolisiert. Das grüne Feld gibt den Hinweis auf die überwiegend landwirtschaftliche Struktur. Das rote Feld symbolisiert die Heide, die ursprünglich stärker vorhanden war.“ |

## Kultur und Sehenswürdigkeiten
- Hauptgebäude (17. Jh.) in Fachwerk und Brunnen (1748) der Hofanlage Elisabethstraße 7
- Wohn- und Wirtschaftsgebäude Söhlinger Straße 51 in Fachwerk von 1837 mit Gerüstteilen aus dem 17. Jahrhundert

## Wirtschaft und Infrastruktur

### Unternehmen
In der Gemeinde befindet sich eine der größten Erdgaslagerstätten in Deutschland mit zahlreichen Bohrstellen. Das BTEX-haltige Lagerstättenwasser wird in ca. 1000 m Tiefe verpresst. Söhlingen ist Standort eines Stahlbauunternehmens. Daneben befinden sich auf ländlichen Tourismus eingerichtete Betriebe und Gastronomie, Landwirtschaft und Pferdezucht in Hemslingen.

### Gesundheit und Soziales
In Brockel befindet sich das nächstgelegene Gesundheitszentrum mit einer Hausarztpraxis. Als einzige Gemeinde der Samtgemeinde Bothel gehört Hemslingen zum kassenärztlichen Bereitschaftsdienstbezirk Soltau. Eine Häufung von Krebsfällen vor allem bei Männern gab Anlass zu einer Sonderauswertung des Epidemiologischen Krebsregisters Niedersachsen im Jahr 2014 für die Samtgemeinde Bothel.

## Persönlichkeiten, Töchter und Söhne
- Jörg Hinrichs (* 1961), Professor für Milchwissenschaft und -technologie an der Universität Hohenheim[15]
- Jens Libbe (* 1962), Wirtschaftswissenschaftler und Stadtforscher
- Hans-Günther Meyer (* 1927 in Hemslingen), Steuerberater in Scheeßel, Präsident des Deutschen Motorsport Verbands in Frankfurt am Main[16]
- Fritz G. Rathjen (* 1952), Professor für Entwicklungsneurobiologie am Max-Delbrück-Centrum für Molekulare Medizin in der Helmholtz-Gemeinschaft[17]